# Zwentendorf an der Donau
Zwentendorf an der Donau osztrák mezőváros Alsó-Ausztria Tullni járásában. 2022 januárjában 4181 lakosa volt. Itt épült Ausztria egyetlen atomerőműve, amely azonban egy népszavazás miatt soha nem üzemelt. 

## Elhelyezkedése

Zwentendorf an der Donau a Tullni járásban

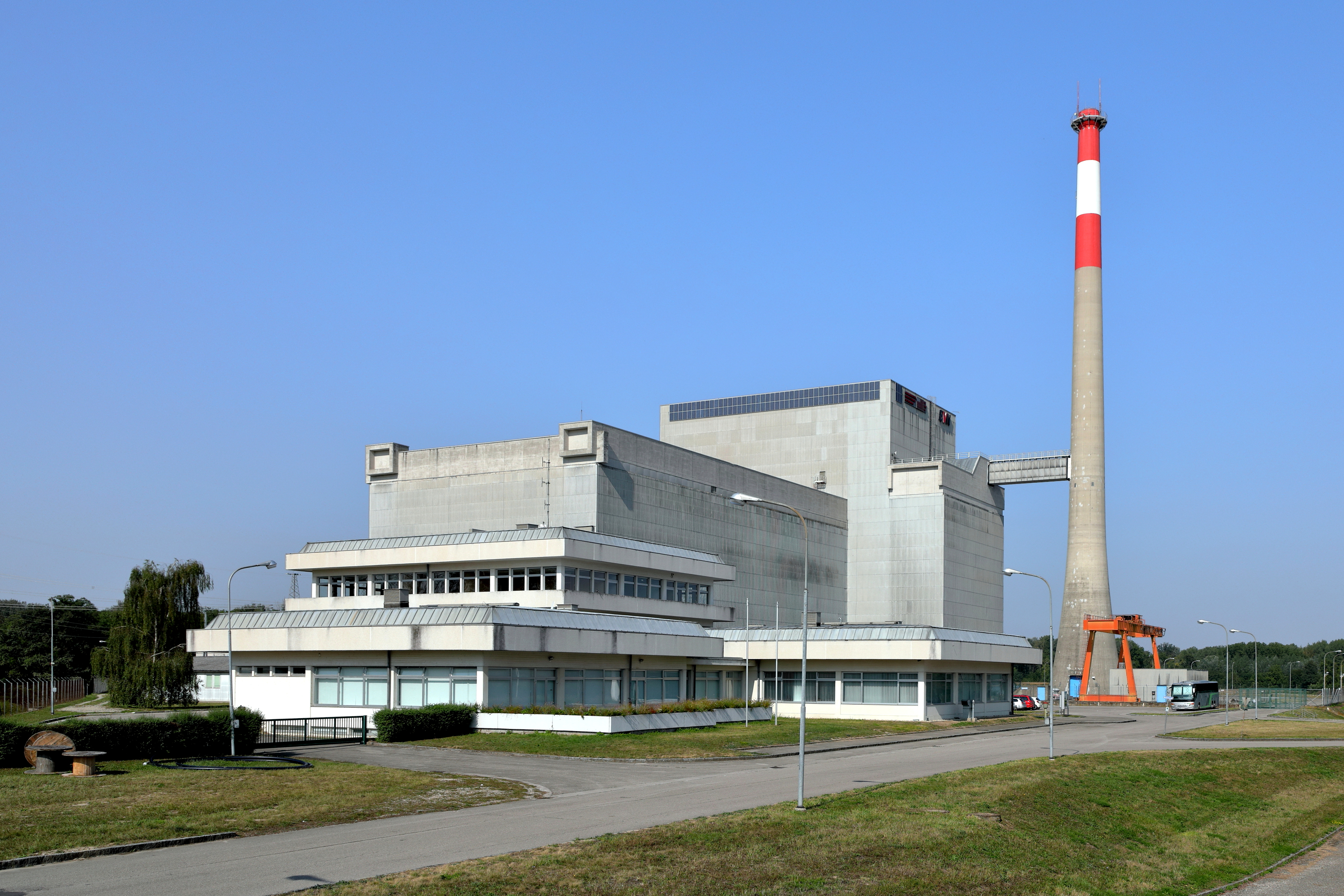
Az atomerőmű

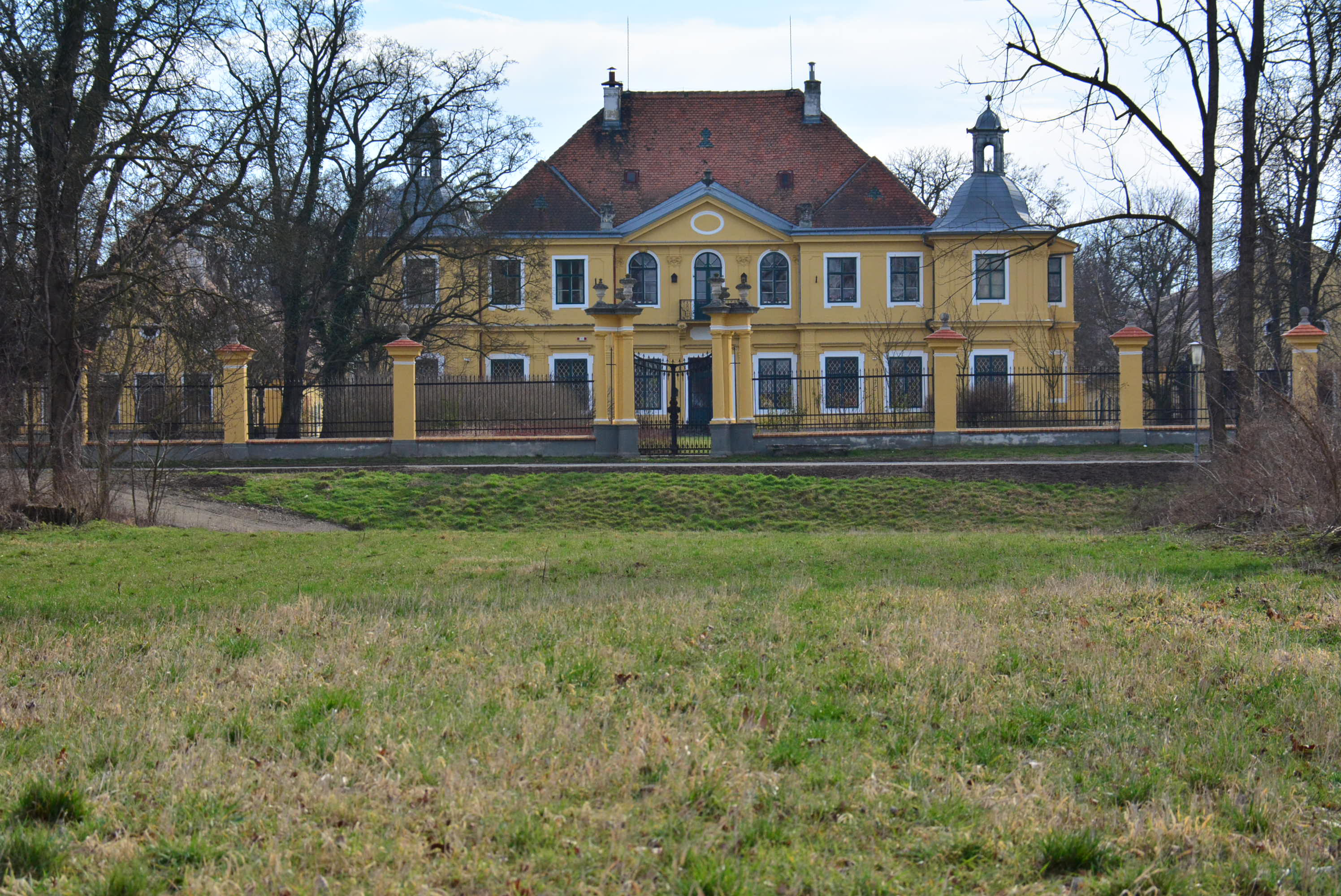
A zwentendorfi kastély

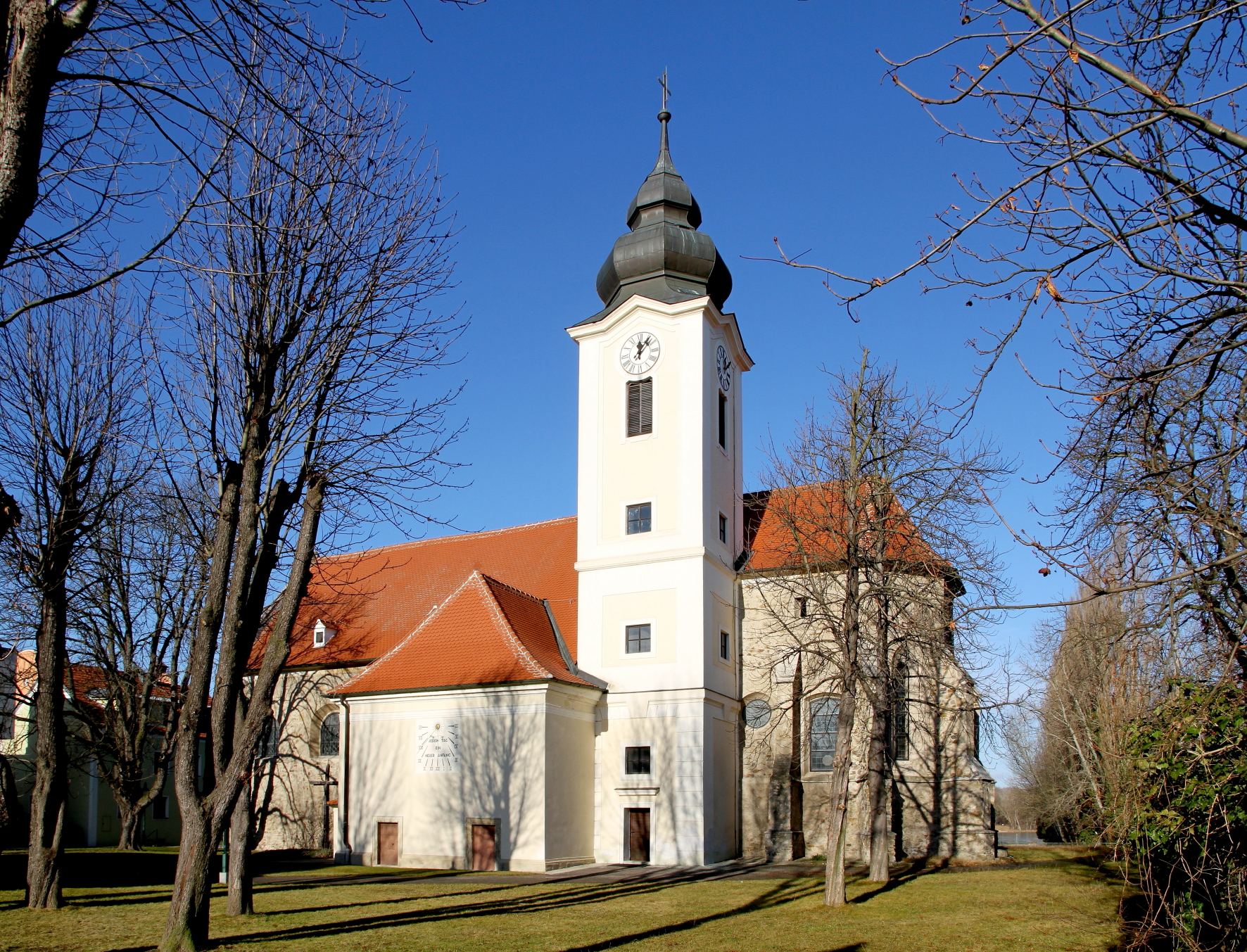
A Szt. István-plébániatemplom

Zwentendorf an der Donau a tartomány Mostviertel régiójában fekszik a Duna jobb partján, a Tullni-medencében. Területének 38%-a erdő, 39,6% áll mezőgazdasági művelés alatt. Az önkormányzat 11 települést egyesít: Bärndorf (108 lakos 2022-ben), Buttendorf (77), Dürnrohr (500), Erpersdorf (1542), Kaindorf (74), Kleinschönbichl (119), Maria Ponsee (114), Oberbierbaum (208), Pischelsdorf (127), Preuwitz (122) és Zwentendorf an der Donau (1190).
A környező önkormányzatok: északnyugatra Grafenwörth, északra Kirchberg am Wagram, északkeletre Königsbrunn am Wagram, keletre Langenrohr, délkeletre Michelhausen, délre Atzenbrugg, délnyugatra Sitzenberg-Reidling, nyugatra Traismauer.

## Története
A mai Zwentendorf helyén az 1-5. században a dunai limest védő római erőd állt, amelynek neve vagy Piro Torto vagy Asturis volt. A hozzá tartozó település hét hektáron terült el és alapvetően gödörházakból állt. 
803-ban Nagy Károly meghódította az Avar Kaganátust és a frankok a régi római erőd mellett falut telepítettek. Zwentendorfot írásban először 1147-ben említik. Szűz Máriának szentelt kápolnáját a 12. században templommá bővítették, amelyet 1726-ban barokk stílusban átépítettek. Bécs 1529-es és 1683-as török ostromakor a lovas portyázók kifosztották a települést. 
Az első világháborúban a Skoda-Wetzler AG lőszergyárat épített Moosbierbaumban, ahol román hadifoglyokat dolgoztattak Az elhunyt foglyokat az ún. román temetőben temették el. A második világháborúban kőolajfinomító és hidrogenizálóüzem is létesült Moosbierbaumban, ahol hadifoglyokat, politikai foglyokat és magyar zsidó kényszermunkásokat dolgoztattak. Az ipartelepet rendszeresen bombázták a szövetségesek. A háború végén a munkásoknak sikerült kapcsolatokat kiépítenie a helybeliekkel, de elárulták őket és 200 embert letartóztattak, akik közül 120-at a mauthauseni koncentrációs táborba szállítottak. Közülük heten a rossz körülmények miatt haltak meg, 40-et pedig meggyilkoltak. Az olajfinomítót a szovjet megszállás idején helyreállították és egészen 1961-ig működött. 
1971-ben az addig önálló Maria Ponsee községet Zwentendorfhoz csatolták. A községet 1983-ban mezővárosi rangra emelték. 
1972-ben Zwentendorfban kezdték el építeni Ausztria máig egyetlen atomerőművét. 1978-ban azonban országos népszavazáson tiltották meg az atomenergia felhasználását, így az erőmű reaktorát a későbbiekben kutatási célokra használták. 

## Lakosság
A Zwentendorf an der Donau-i önkormányzat területén 2022 januárjában 4181 fő élt. A lakosságszám 1939 óta gyarapodó tendenciát mutat. 2020-ban az ittlakók 85,1%-a volt osztrák állampolgár; a külföldiek közül 1,2% a régi (2004 előtti), 7,2% az új EU-tagállamokból érkezett. 5,5% az egykori Jugoszlávia (Szlovénia és Horvátország nélkül) vagy Törökország, 1% egyéb országok polgára volt. 2001-ben a lakosok 85,3%-a római katolikusnak, 1,3% evangélikusnak, 3,9% mohamedánnak, 6,8% pedig felekezeten kívülinek vallotta magát. Ugyanekkor két magyar élt a mezővárosban; a legnagyobb nemzetiségi csoportokat a németek (91,1%) mellett a horvátok (3,8%), a bosnyákok (1,5%) és a szerbek (1,2%) alkották.
A népesség változása:

| 2016 | 4 007 |
| 2018 | 3 982 |

## Látnivalók
- a volt zwentendorfi atomerőmű
- a zwentendorfi kastély
- a Szt. István-plébániatemplom

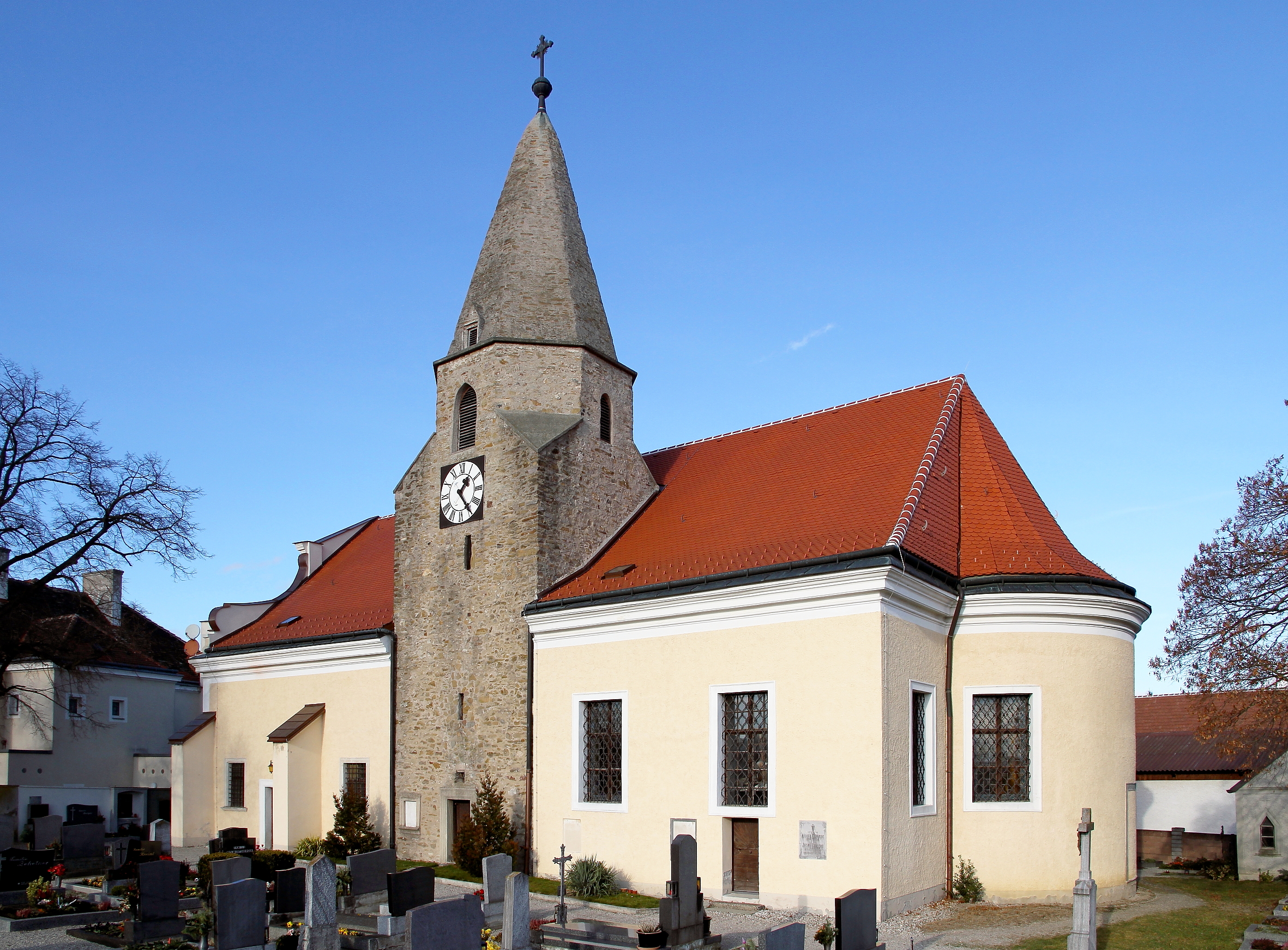
A Mária születése-plébániatemplom

- a Maria Ponsee-i Mária születése-plébániatemplom

## Fordítás
- Ez a szócikk részben vagy egészben  a   Zwentendorf an der Donau című német Wikipédia-szócikk ezen változatának fordításán alapul.  Az eredeti cikk szerkesztőit annak laptörténete sorolja fel. Ez a jelzés csupán a megfogalmazás eredetét és a szerzői jogokat jelzi, nem szolgál a cikkben szereplő információk forrásmegjelöléseként.